# Yalda

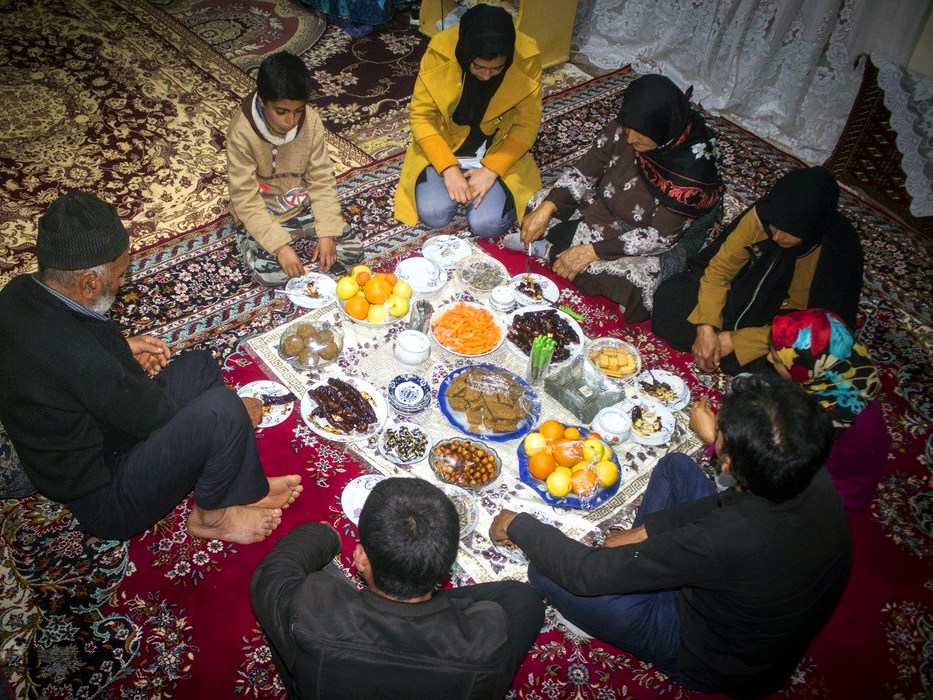
Jalda w rodzinie we wsi Farimak w północnoirańskiej prowincji Mazandaran. Na stole tradycyjne potrawy

Jalda, Noc Jalda (niekiedy Wigilia Jalda, pers یلدا, شب یلدا lub شب چله) – tradycyjne święto o rodowodzie przedzaratusztriańskim przypadające w noc przesilenia zimowego na półkuli północnej, obchodzone głównie w Iranie, ale również krajach dawnej Persji – Afganistanie, Tadżykistanie, Uzbekistanie, Turkmenistanie, Azerbejdżanie i Armenii, a także wśród diaspory tych krajów.

## Tradycja

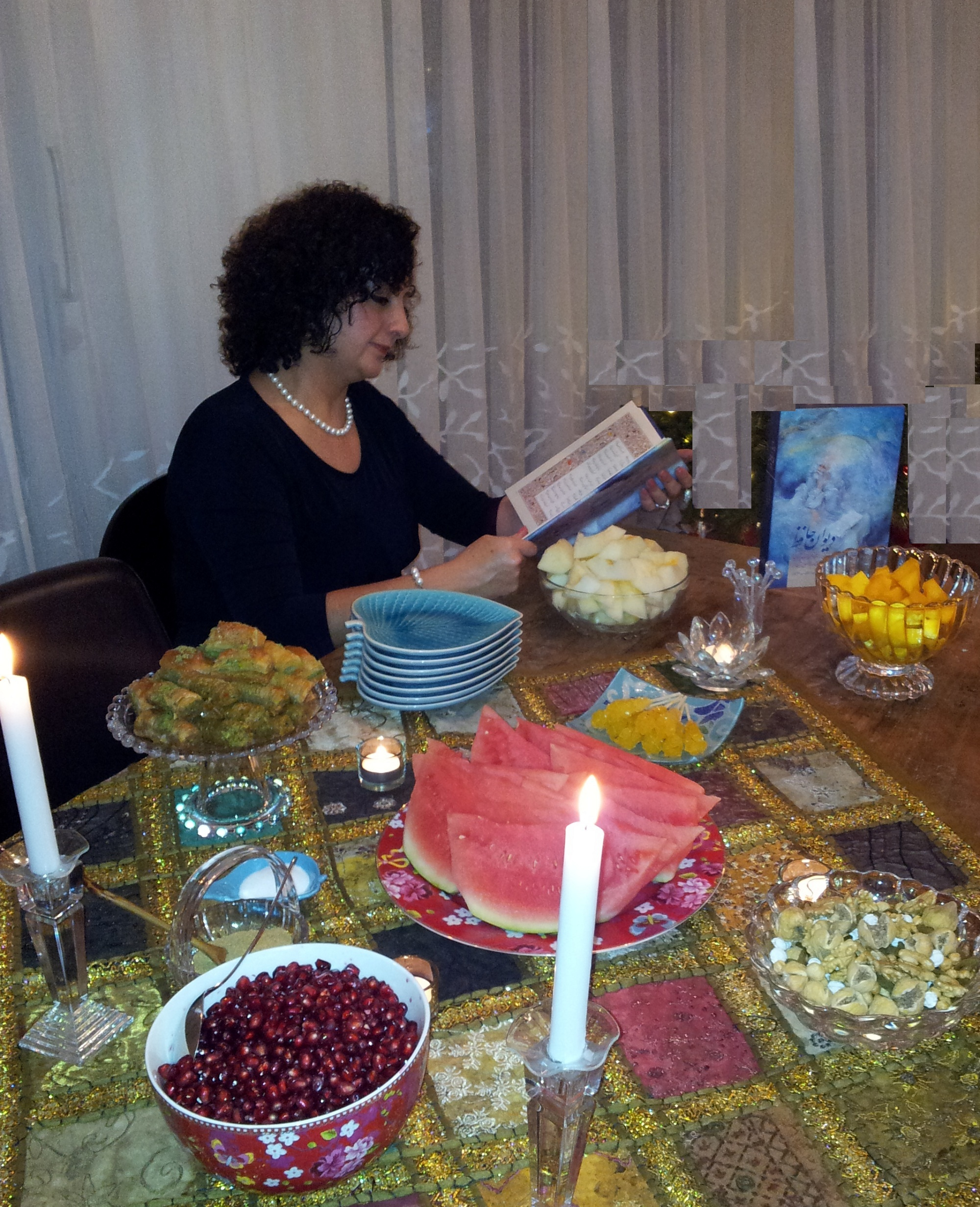
Poezja czytana podczas Nocy Yalda w Iranie

Jalda to święto o charakterze domowym, w które przyjaciele i rodzina spotykają się najczęściej u najstarszych członków rodziny, czyli u dziadków. Dla Irańczyków święto to kończy jesień, a rozpoczyna 40-dniowy okres zimy.
Spotkanie ma formę wspólnej biesiady, podczas której również, słucha się muzyki tańczy się i czyta głośno wiersze. Często są to utwory XIV-wiecznego poety Hafiza, a z losowo wybranych strof uczestnicy spotkania próbują wywnioskować wróżbę. Na stołach goszczą tradycyjnie m.in. słodkie wypieki, pestki, orzechy oraz owoce suszone i świeże, szczególnie te, które są okrągłe i czerwone, jak granaty i arbuzy, co ma symbolizować barwy świtu i wschodzące słońce. Panuje też opinia, że spożywane owoce mają przynieść również odporność na choroby. Święto jest pozostałością po przesądzie, że w tę najdłuższą, najczarniejszą noc roku, należy czuwać i doglądać płonącego ognia. Współczesne spotkania zwykle kończą się około północy.
Publicznie w niektórych miejscowościach organizuje się również z tej okazji festiwale, w których chętnie biorą udział również turyści.

## Rodowód i nazwa

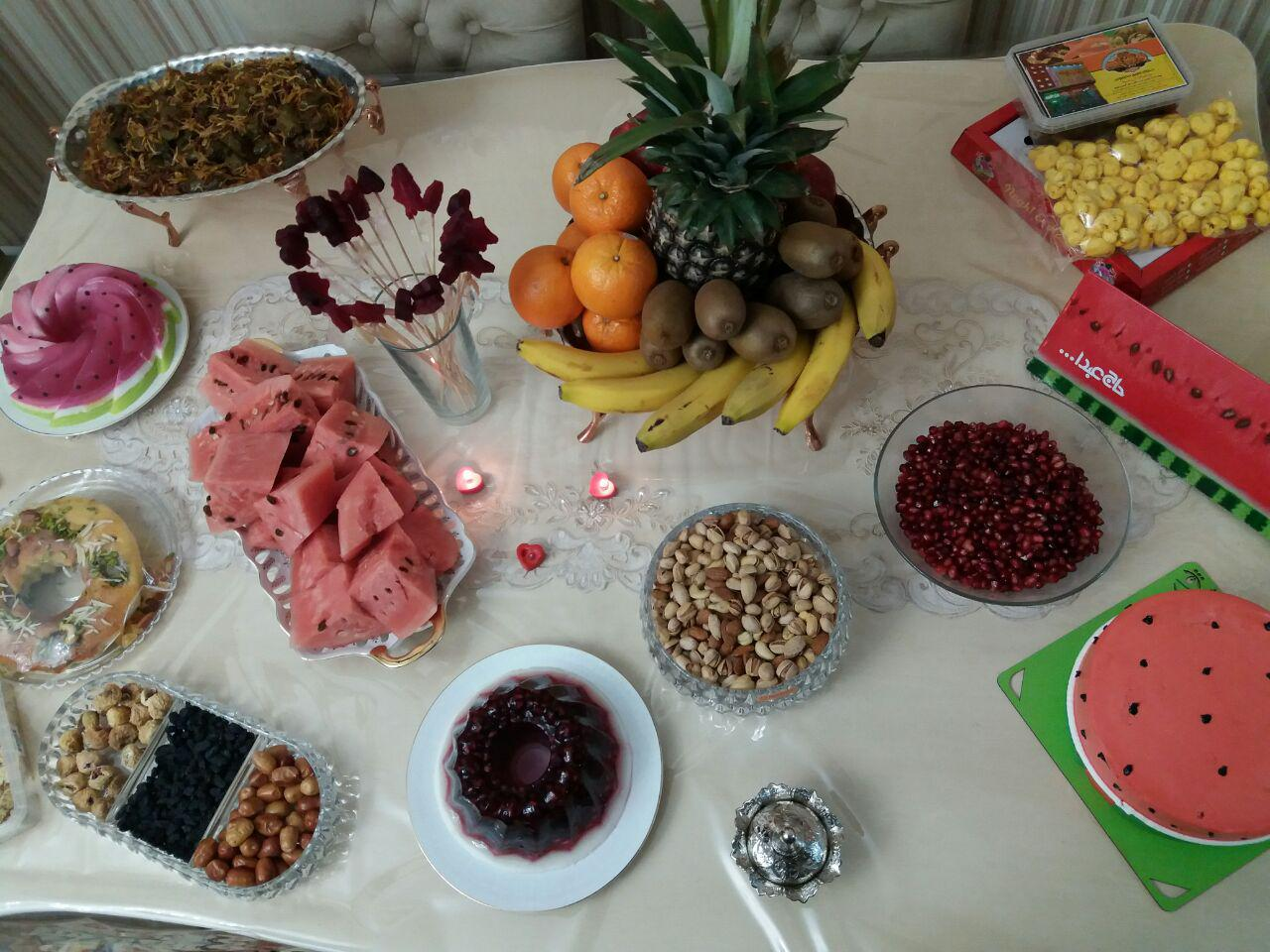
Tradycyjnie nakryty stół w Azerbejdżanie

Święto wywodzi się z rytuałów odprawianych jeszcze w czasach staroperskich. Najdłuższa noc w roku była obrzędem mitraizmu, w czasie którego symbolicznie odradza się światło pod postacią boga Mitry. Od około 600 r. p.n.e. i nadejścia irańskiego religijnego proroka i nauczyciela Zaroastry, święto to zapożyczył zaratusztrianizm, dla którego noc przesilenia zimowego była zwycięstwem boga Ahura Mazdy nad ciemnością i złem. Przesilenie zimowe i najdłuższa noc miały złowieszczy charakter, a Jalda i towarzyszące mu obrzędy miały zapewnić ludziom ochronę przed złymi mocami.
Współczesna nazwa święta wywodzona jest od aramejskiego lub syriackiego słowa oznaczającego „poród”, „narodzenie”, wpisując się tym samym w szereg podobnych świąt kalendarza słonecznego obecnych w innych kulturach – chińskie Dongzhi, germańskie Jul, hinduistyczne Pancha Ganapati, łacińskie Saturnalia, słowiańskie Szczodre Gody, czy chrześcijańskie Boże Narodzenie, które zasymilowało inne tradycyjne święta obchodzonych w tym czasie.

## Odnośniki w kulturze
- Jalda, noc przebaczenia (یلدا، شبی برای بخشش) film z 2019 w reżyserii Massouda Bakhshi